# 1567 Alikoski
1567 Alikoski este un asteroid din centura principală de asteroizi.

## Descriere
1567 Alikoski este un asteroid din centura principală de asteroizi. A fost descoperit pe 22 aprilie 1941 la Turku de Yrjö Väisälä. El prezintă o orbită caracterizată de o semiaxă mare de 3,21 ua, o excentricitate de 0,08 și o înclinație de 17,3° în raport cu ecliptica.